# Hans Freyholdt
Hans Freyholdt (ur. 1900, zm. ?) – zbrodniarz hitlerowski, członek załogi niemieckiego obozu koncentracyjnego Mauthausen-Gusen i SS-Unterscharführer.
Od 14 lipca 1944 do 2 maja 1945 pełnił służbę w Steyr, podobozie KL Mauthausen, między innymi jako kierownik komanda więźniarskiego. Maltretował podległych mu więźniów, za co w procesie załogi Mauthausen-Gusen (US vs. Willi Auerswald i inni) skazany został na 15 lat pozbawienia wolności.